# Arrondissement di Calvi
L'arrondissement di Calvi è un arrondissement dipartimentale della Francia situato nel dipartimento della Corsica settentrionale, nella regione della Corsica.

## Storia
Fu creato nel 1800, nel dipartimento del Golo (non più esistente, corrispondente all'attuale Corsica settentrionale).
Dal 1º gennaio 2010 i cantoni sono passati da 4 a 6 per effetto della cessione dei cantoni di
La Conca d'Oro e dell'Alto Nebbio avvenuta da parte dell'arrondissement di Bastia.

## Composizione
L'arrondissement è composto da 51 comuni raggruppati in 6 cantoni:
- cantone di Alto Nebbio
- cantone di Belgodere
- cantone di Calenzana
- cantone di Calvi
- cantone di La Conca d'Oro
- cantone di Isola Rossa